# Liquid State
Liquid State is een nummer van de Britse rockband Muse van hun zesde studioalbum The 2nd Law (2012). Het nummer is geschreven en gezongen door de bassist van de band, Christopher Wolstenholme.
Het nummer gaat over Wolstenholme zelf, met name zijn alcoholverslaving. Ook Save Me, afkomstig van hetzelfde album, is geschreven door Wolstenholme en gaat over zijn alcoholisme. De werktitel van Liquid State was Chance.

## In andere media
- Het nummer werd gebruikt in een trailer voor het videospel Crysis 3 (2013).